# Boeing SolarEagle
The Boeing SolarEagle (Vulture II) es un avión espía no tripulado,  High Altitude, Long Endurance (HALE) (Gran Altitud, Larga Resistencia (GALR) en español) eléctrico-solar desarrollado por Boeing Phantom Works.
Permanecerá en el aire durante cinco años seguidos sin necesidad de aterrizar. Tiene una envergadura de 120m, y comenzará las pruebas en 2014. Cuenta con 20 motores del mismo tipo que el Qinetiq Zephyr diseñados por la Universidad de Newcastle upon Tyne. DARPA está financiando $90 millones para el proyecto con Boeing financiando el resto. Sin embargo, el proyecto SolarEagle fue cancelado en 2012.